# Organizzazione della Commissione europea
La Commissione europea è organizzata in 53 direzioni generali, servizi e agenzie esecutive.

## Direzioni generali
Le Direzioni generali (DG) sono i dipartimenti tematici in cui è strutturata la Commissione europea. Ogni direzione si occupa di uno specifico settore politico ed è guidato da un Commissario europeo, che sceglie un direttore generale di sua fiducia. Il direttore generale è scelto direttamente dal commissario ed opera in totale autonomia nell'ambito dei poteri gestionali, fermo restando al commissario il solo potere politico e l'indirizzo generale. Al loro interno le direzioni generali sono articolate in direzioni, unità e settori. La maggior parte degli uffici amministrativi della Commissione ha sede a Bruxelles e a Lussemburgo.
| Sigla      | Nome | Commissario         |
| ---------- | --- | ------------------- |
| DG AGRI    | Direzione generale per l'agricoltura e sviluppo rurale                                                    | Phil Hogan          |
| DG BUDG    | Direzione generale per il bilancio                                                                        | Günther Oettinger   |
| DG CLIMA   | Direzione generale per l'azione per il clima                                                              | Miguel Arias Cañete |
| DG COMM    | Direzione generale per la comunicazione                                                                   | -                   |
| DG COMP    | Direzione generale per la concorrenza                                                                     | Margrethe Vestager  |
| DG CONNECT | Direzione generale per le reti di comunicazione, contenuti e tecnologie                                   | Andrus Ansip (VP)   |
| DG INTPA   | Direzione generale per i partenariati internazionali (ex DEVCO)                                           | Jutta Urpilainen    |
| DG EAC     | Direzione generale per l'istruzione, gioventù, sport e cultura                                            | Tibor Navracsics    |
| DG ECFIN   | Direzione generale per gli affari economici e finanziari                                                  | Paolo Gentiloni     |
| DG ECHO    | Direzione generale per la protezione civile e le operazioni di aiuto umanitario europee                   |                     |
| DG EMP     | Direzione generale per l'occupazione, gli affari sociali e l'inclusione                                   |                     |
| DG ENER    | Direzione generale per l'energia                                                                          |                     |
| DG ENV     | Direzione generale per l'ambiente                                                                         |                     |
| EUROSTAT   | Direzione generale per le statistiche                                                                     |                     |
| DG FISMA   | Direzione generale per la stabilità finanziaria, i servizi finanziari e l'Unione dei mercati dei capitali |                     |
| DG GROW    | Direzione generale per il mercato interno, l'industria, l'imprenditoria e le PMI                          |                     |
| DG HOME    | Direzione generale per la migrazione e gli affari interni                                                 |                     |
| HR         | Direzione generale per le risorse umane e la sicurezza                                                    |                     |
| DIGIT      | Direzione generale per l'informatica                                                                      |                     |
| JRC        | Direzione generale per il Centro comune di ricerca                                                        | Marija Gabriel      |
| DG JUST    | Direzione generale per la giustizia e i consumatori                                                       |                     |
| DG MARE    | Direzione generale per gli affari marittimi e la pesca                                                    |                     |
| DG MOVE    | Direzione generale per la mobilità e i trasporti                                                          |                     |
| DG NEAR    | Direzione generale per la politica europea di vicinato e i negoziati di allargamento                      |                     |
| DG REFORM  | Direzione generale per il supporto alle riforme strutturali (creata a gennaio 2020)                       |                     |
| DG REGIO   | Direzione generale per la politica regionale e urbana                                                     |                     |
| RTD        | Direzione generale per la ricerca e l'innovazione                                                         | Marija Gabriel      |
| DG SANTE   | Direzione generale per la salute e sicurezza alimentare                                                   | Sandra Gallina      |
| SCIC       | Direzione generale dell'interpretazione                                                                   |                     |
| DGT        | Direzione generale della traduzione                                                                       |                     |
| DG TAXUD   | Direzione generale fiscalità ed unione doganale                                                           |                     |
| DG TRADE   | Direzione generale per il commercio                                                                       | Valdis Dombrovskis  |

## Agenzie esecutive
La Commissione europea ha 6 agenzie esecutive.
| Sigla  | Nome                                                                                    | Responsabile       |
| ------ | --------------------------------------------------------------------------------------- | ------------------ |
| CHAFEA | Agenzia esecutiva per i consumatori, la salute, l'agricoltura e la sicurezza alimentare | Veronique Wasbauer |
| EACEA  | Agenzia esecutiva per l'istruzione, gli audiovisivi e la cultura                        | Brian Holmes       |
| EASME  | Agenzia esecutiva per le piccole e medie imprese                                        | Julien Guerrier    |
| ERCEA  | Agenzia esecutiva del Consiglio europeo della ricerca                                   | Pablo Amor         |
| INEA   | Agenzia esecutiva per l'innovazione e le reti                                           | Dirk Beckers       |
| REA    | Agenzia esecutiva per la ricerca                                                        | Marc Tachelet      |

## Servizi
I 16 servizi si occupano di questioni amministrative più generali o questioni tecniche specifiche. Numerosi servizi sono comuni a più istituzioni. Alcuni servizi sono retti da un commissario preposto ad una DG, altri dal Segretariato generale della Commissione.
| Sigla | Nome | Responsabile             |
| ----- | --- | ------------------------ |
| -     | Biblioteca e Centro risorse elettroniche                                                                           | Martine Reicherts        |
| -     | Segretariato generale                                                                                              | Alexander Italianer      |
| -     | Servizio dell'archivio storico                                                                                     | Marc Mouligneau          |
| -     | Task force per la preparazione e lo svolgimento dei negoziati con il Regno Unito ai sensi dell’articolo 50 del TUE | Michel Barnier           |
| EPSC  | Centro europeo di strategia politica                                                                               | Ann Mettler              |
| EPSO  | Ufficio europeo di selezione del personale                                                                         | Nicholas David Bearfield |
| FPI   | Servizio degli strumenti di politica estera                                                                        | Hilde Hardeman           |
| IAS   | Servizio interno di revisione                                                                                      | Manfred Kraff            |
| OIB   | Ufficio per le infrastrutture e la logistica a Bruxelles                                                           | Marc Mouligneau          |
| OIL   | Ufficio per le infrastrutture e la logistica a Lussemburgo                                                         | Marc Becquet             |
| OLAF  | Ufficio europeo per la lotta antifrode                                                                             | Nicolas Ilett (f.f.)     |
| OP    | Ufficio delle pubblicazioni                                                                                        | Rudolf Strohmeier        |
| PMO   | Ufficio gestione e liquidazione dei diritti individuali                                                            | Veronica Gaffey          |
| RPD   | Responsabile della protezione dei dati                                                                             | Philippe Renaudière      |
| SG    | Servizio giuridico                                                                                                 | Luis Romero Requena      |
| SRSS  | Servizio di assistenza per le riforma strutturali                                                                  | Maarten Verwey           |